# Ржонд, Антон Мартинович
Антон Мартинович Ржонд (11 июня 1865, Галензов, Люблинская губерния — 1 июля 1940, Варшава, Польское генерал-губернаторство, Третий Рейх) — врач, депутат Государственной думы I и III созывов от города Лодзь.

## Биография
Родился в крестьянской семье Ржондов, Мартина и Пелагии (в девичестве Гайчевской (Gajczewska)). В 1887 — выпускник Люблинской гимназии. В 1892 году окончил медицинский факультет Варшавского университета. Окончив университет, в 1893 году непродолжительное время занимался врачебной практикой в городе Краснотаве. После этого продолжил образование в области педиатрии в Берлинском университете, где получил степень доктора медицины. С 1894 года занимался частной врачебной практикой в Лодзи. При этом его годовое жалованье составляло около 5 тысяч рублей. Публиковал статьи по медицинской тематике в польских журналах «Czasopiśmie Lekarskim» (Журнал медицины) и «Nowinach Lekarskich» (Медицинские новости).
Ещё будучи студентом Варшавского университета, стал членом Союза польской молодежи «Зет», в 1900 году вступил в Национальную лигу. В рамках общественной деятельности под эгидой Национальной лиги стал членом Национального общества «Освята» («Просвещение») и участвовал в организации Польской школы «Матица» («Отчизна»). Был главой Народного университета.
Был известен как талантливый оратор и публицист. Публиковал свои статьи во многих периодических изданиях. Активно участвовал в кампании по борьбе за трезвость. Зарекомендовал себя как популяризатор гигиены, сторонник кооперативов. Мобилизован во время русско-японской войны 1904—1905, провёл 11 месяцев в Керчи в Крыму в качестве военного врача, соответственно в военных действиях участия не принимал. В 1906 году после демобилизации вернулся в Царство Польское, где снова включился в политическую деятельность. Под руководством Национальной лиги в 1906 году сотрудничал с Лодзинским советом Национального рабочего союза. Вступил в Национально-демократическую партию, организовал продажу и распространение прессы «Przeglądu Wszechpolskiego» (Всепольский Обзор) и «Polaka» (Полюс) из Галиции.
20 апреля 1906 избран в Государственную думу I созыва от съезда городских избирателей Лодзи. Вошёл в состав Польского коло. Состоял в думской комиссии по исполнении государственной росписи доходов и расходов. От имени Польского коло выступил на общем заседании Государственной Думы за возвращение к работе участников школьной забастовки в Царстве Польском. Подписал заявление 27 членов Государственной Думы, поляков, об отношении Царства Польского к Российской империи по прежнему законодательству и по Основным государственным законам 23 апреля 1906.
1 ноября 1907 избран в Государственную думу III созыва также от съезда городских избирателей Лодзи. Снова вошёл в Польское коло. Состоял в думских комиссиях по народному образованию и по рабочему вопросу. 29 мая 1910 года заявил о сложении депутатских полномочий, что объяснялось активной работой в организованном им кооперативном банке в Варшаве.
В 1910 году один из организаторов, с 1910 по 1924 президент правления Банка кооперативных обществ в Варшаве. Сложив полномочия депутата, переехал в Варшаву, также прекратил медицинскую практику.
Оставался в Варшаве во время её оккупации немецкими войсками в ходе Первой мировой войны. Был сотрудником Красного Креста и Гражданского комитета Варшавы. Член Главного правления Польской школы «Матица». В июле 1916 был избран членом первой городской рады Варшавы. Он выступил и опубликовал документ по городскому бюджету Варшавы за 1916 год. В 1917—1919 годах стал формальным владельцем польского книжного магазина в Варшаве, который был приобретён в 1919 году Польским просветительским обществом (Polskiej Macierzy Szkolnej).
С 1917 по 1919 год редактировал ежемесячный журнал «Siłę» (Сила), посвященный делам кредитных компаний. В это время он был одним из лидеров кооперативного движения и работал в направлении объединения малых финансовых кооперативов. В январе 1919 года он был избран членом Законодательного сейма по 31-му избирательному округу (Петроков и Петроковский округ) по спискe hеспубликанской избирательной комиссии от демократических партий (Narodowy Komitet Wyborczy Stronnictw Demokratycznych). В Сейме он был членом Народно-национальной ассоциации. Принял участие в работе налогово-бюджетного комитета. В 1920 году во время советско-польской войны в принял участие в организации добровольческой армии. В связи с плебисцитом в Верхней Силезии, он опубликовал брошюру «Pod wspólnym dachem» (Polska, jej obszar i ludność) (Под одной крышей (Польша, её площадь и население), Варшава 1920). В 1924 — член Национального совета сбережений, в 1929—1930 годах — член Ассоциации польского кооперативного аудита.
Большинство многочисленных публикаций Ржонда, выпущенных в период между двумя войнами, связаны с делами кредитных кооперативов. Это, например, «Spółdzielnie kredytowe a kasy szkolne» (Кредитные кооперативы и школа денежных средствперевод?, Варшава, 1921), «Warunki gromadzenia kapitału» (Условия мобилизации капитала, Варшава, 1927), «Spółdzielczość w praktyce, w teorii i w prawodawstwie» (Кооперативы на практике, в теории и в правовом поле, Варшава, 1930). Наибольший интерес и споры вызвал "Проект Закона о кооперации (Варашава, 1925). Ржонда обвиняли в консервативных тенденциях и размывание различий между кооперативами и капиталистическими компаниями. Ржонд также опубликовал многочисленные статьи, в основном, на социально-экономические темы в различных изданиях: «Jedności» (Единство), «Polaku» (Полюс), «Sile» (Сила), «Przeglądzie Spółdzielczym» (Кооперативный обзор), «Roczniku Banku Towarzystw Spółdzielczych» (Ежегодник Банковские кооперативных обществах), «Społem» (Вместе), «Ziemiance», «Zorzy» (Аврора) и ежедневной прессе.
В 1924 году член организационного комитета по переносу останков Генрика Сенкевича. С 1934 и до начала второй мировой войны член комитета по аудиту Фонда Образовательного дома им. Генрика Сенкевич в Варшаве. Он скончался в Варшаве 1 июля 1940 года и был похоронен на кладбище Повонзки.

## Семья
Жена (с 25 января 1898) — Зофья Антонина в девичестве Коверская (Kowerskа) (21 сентября 1871 — 31 января 1946), фольклористка и переводчица. Собирала байки, сказки и народные песни в окрестностях Люблина, выпустила множество сборников рассказов и песен, а также сотрудничала с «Wisłą» (Висла) и «Ziemianką», перевела на польский язык  «Cywilizację pierwotną» (Примитивная цивилизация, Варшава, 1896) Эдварда Тейлора и сказки братьев Гримм (Варшава, 1896), член Польского просветительского общества (Polskiej Macierzy Szkolnej). Часть собранной ею музыкальной коллекции хранится в Музее этнографии в Варшаве.
В браке с Антоном Ржондом у них был сын Джек (Jack), адвокат.

## Награды
- Крест Ордена Возрождения Польши[какой?].

### Рекомендуемые источники
- Brzoza Cz., Stepan K. Poslowie polscy w Parlamente Rosyjskim, 1906—1917: Slownik biograficzny. Warszawa, 2001.
- Российский государственный исторический архив. Фонд 1278. Опись 1 (1-й созыв). Дело 99. Лист 7; Опись 9. Дело 665; Фонд 1327. Опись 1. 1905 год. Дело 143. Лист 174 оборот.